# Филяев, Александр Евгеньевич
Александр Евгеньевич Филяев (26 августа 1934, Лосиноостровск, Московская область — 21 июня 2019, Львов) — советский футболист, нападающий.

## Биография
Начал выступать в соревнованиях мастеров в 1953 году в команде «Зенит» (Калининград) в классе «Б».
В 1954 году перешёл в московский «Локомотив». Дебютный матч в классе «А» сыграл 8 мая 1954 года против московского «Спартака», заменив в ходе матча Валентина Бубукина. Автором первого гола за «железнодорожников» стал 22 августа 1954 года в матче против тбилисского «Динамо». Всего в составе «Локомотива» провёл три сезона, сыграв 32 матча и забив 4 гола в высшей лиге.
С 1957 года выступал в классе «Б» за армейский клуб Львова, носивший названия ОСК, СКВО и СКА. За шесть сезонов в команде сыграл 182 матча и забил 55 голов во втором эшелоне советского футбола. Трижды достигал отметки в 10 голов за сезон, в том числе дважды (1957 и 1959) забивал по 14 голов.
В 1963 году перешёл во вновь основанный клуб «Карпаты» (Львов) и стал его первым капитаном. В качестве игрока провёл в команде один сезон, сыграв 33 матча и забив 5 голов в классе «Б». Стал автором первого хет-трика «Карпат» 20 июня 1963 года в матче против карагандинского «Шахтёра». В 1964 году приостановил игровую карьеру и вошёл в тренерский штаб «Карпат».
Последним клубом футболиста стал в 1965 году «Нефтяник» (Дрогобыч), где он тоже был играющим помощником тренера.
После окончания игровой карьеры в течение 44 лет работал учителем физкультуры и труда в школе № 6 г. Львова.
Скончался во Львове 21 июня 2019 года на 85-м году жизни.